# Von-Hessing-Straße 2 (Bad Kissingen)

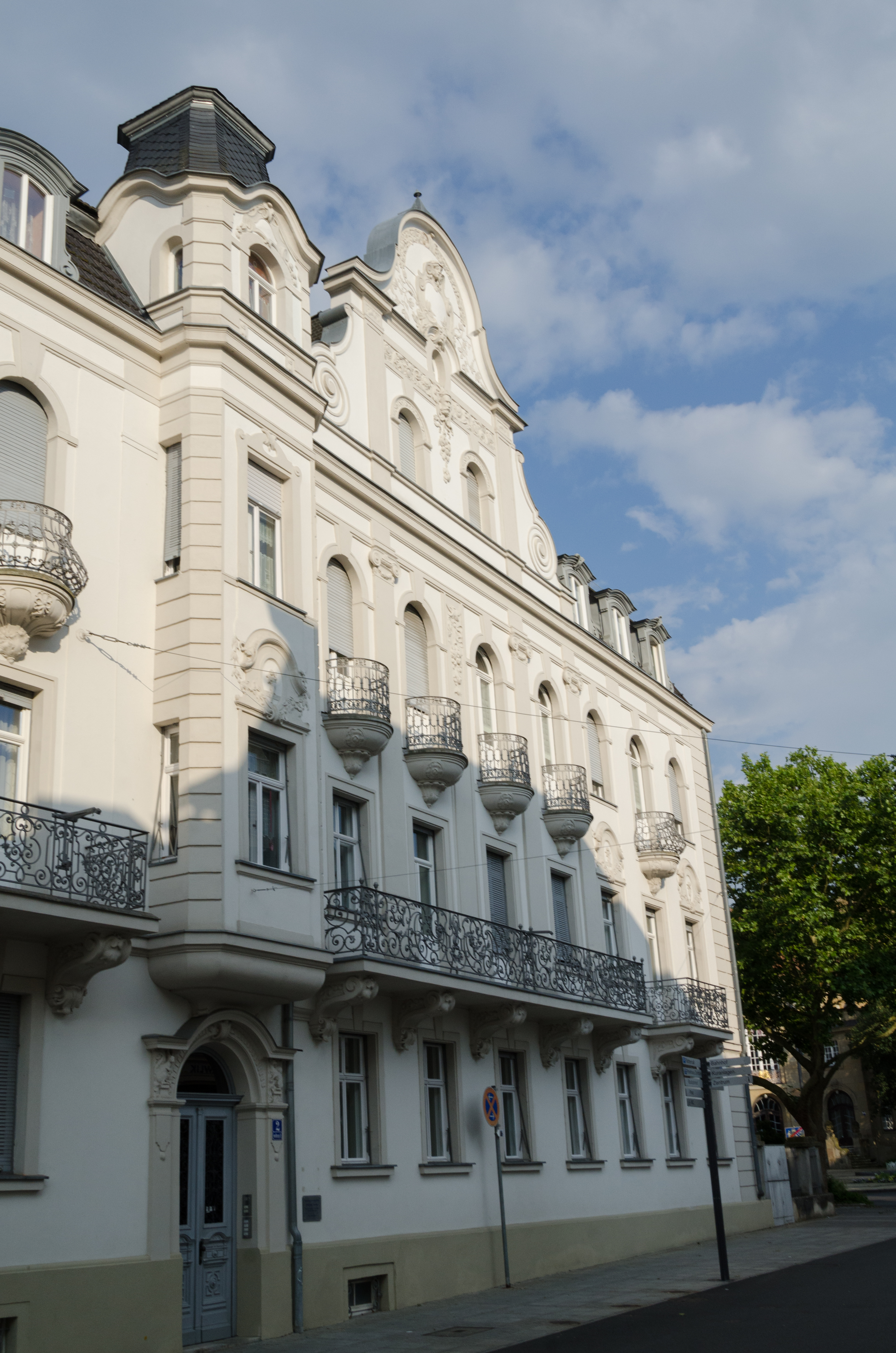
Von-Hessing-Straße 2 (Vorderansicht am Kopfende der Ludwigstraße)

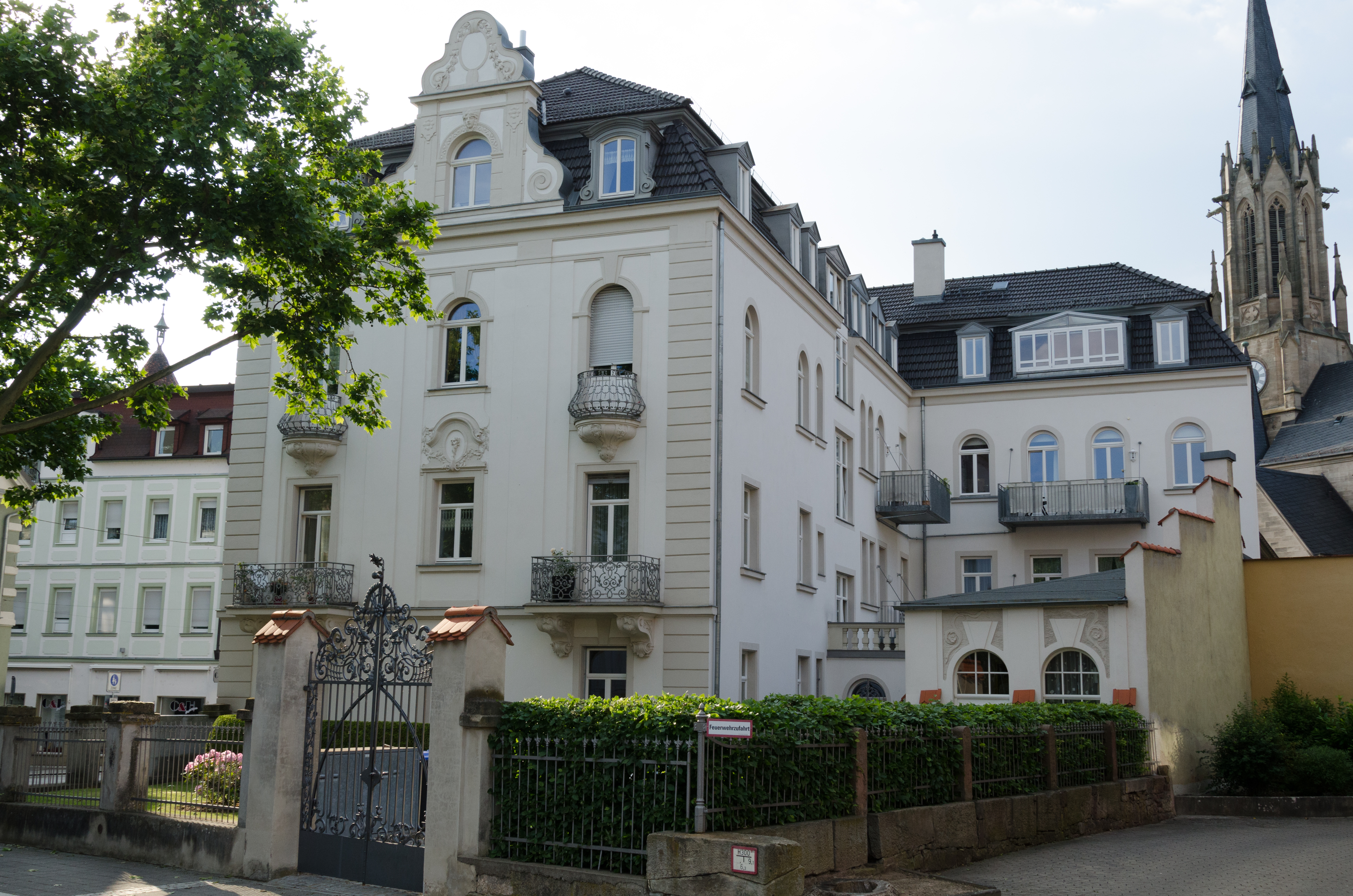
Von-Hessing-Straße 2 (Rückansicht vom Bad Kissinger Theaterplatz aus gesehen)

Das Anwesen Von-Hessing-Straße 2 in der Von-Hessing-Straße (Bad Kissingen) in Bad Kissingen, der Großen Kreisstadt des unterfränkischen Landkreises Bad Kissingen, gehört zu den Bad Kissinger Baudenkmälern und ist unter der Nummer  D-6-72-114-108 in der Bayerischen Denkmalliste registriert.

## Geschichte
Das Anwesen wurde im Jahr 1901 vom Würzburger Architekten Anton Eckert ursprünglich als Kurheim Kellermann errichtet. Vorher befand sich an diesem Standort ein niedrigeres und schlichteres Gebäude im Biedermeier-Stil. Beim heutigen, von Architekt Eckert errichteten Anwesen handelt es sich um einen dreigeschossigen Mansarddachbau mit Hakengrundriss, einem Zwerchhaus mit geschweiftem Giebel, barockisierender Putzgliederung und einem eingeschossigen Nebengebäude. Es gehört neben   Ludwigstraße 19 zu den Anwesen mit Stuckfassade der Gründerzeit; die Mehrzahl der Anwesen des Ortes ist von Hausteindekor geprägt. Die kleinen Logenbalkons haben in der ehemaligen Hotelnutzung des Anwesens ihren Ursprung.
Das Anwesen befindet sich am Kopfende der Ludwigstraße. Der in der Achse der Ludwigstraße befindliche Mittelteil mit Volutengiebel und ionisierenden Pilastern erweckt den Anschein eines Risalits.
Heute befinden sich in dem Anwesen Wohnungen und ein Immobilienmaklerbüro.